# Hevesaranyos
Hevesaranyos község Heves vármegye Egri járásában.

## Fekvése
A Mátra és a Bükk határán, az Ózd-Egercsehi medencében fekszik, a vármegyeszékhely Egertől 20 kilométerre északnyugatra. Településszerkezete U alakú, az U két szárát képező falurészek a Laskó-patakba torkolló Aranyos-patak két ága mentén jöttek létre. Belterülete 153, külterülete 1549 hektár, lakossága alig több mint 600 fő.
Egyik legnagyobb előnye a természeti szépsége. Területe a Tarnavidéki Tájvédelmi Körzet része. A településen nincs jelentősebb szennyezésű ipari tevékenység, a közúti forgalom is csekély.

### Megközelítése
Hivatalosan már megszűnt a falu zsáktelepülési jellege, de a 2414-es útból kiágazó 24 125-ös számú mellékúton, még csak Bátor központján keresztül érhető el aszfaltozott úton, a Bükkszék felé vezető útszakasz (bár már azt is közúttá nyilvánították), szilárd burkolatot még nem kapott. Határszélét délen érinti a 2413-as út is.

## Története
Nevét 1295-ben említették először terra Anaras névalakban. 1479-ben már az egri káptalan birtoka volt, s ez a birtokjog 1945-ig fennállt. 1658 körül a helybeli jobbágyok szűkös határuk kiegészítése céljából bérbe vették a Bükkszenterzsébethez tartozó Pósváralja puszta határát Gagybátori László földbirtokostól.
1689-ben a lakók súlyos fuvarterhekre köteleztettek, s ezért a szolgabírótól való félelmükben elhagyták a falut és a környékbeli erdőkbe menekültek, azonban rövidesen újra benépesült a település, 1696-ban 6 jobbágy lakott a faluban.
1707-ben Rétety Ferenc egri várparancsnok foglalta el Pósváralját az aranyosiaktól, akiknek panaszára Rákóczi fejedelem eltiltotta Réteyt a birtokháborítástól.
A községhez tartozó Butaj-puszta neve 1295-ben fordult elő terra Buthey alakban. Lakóinak száma 1786-ban 419, 1860-ban 680 fő. 1945 után a falu főleg kelet felé, Butaj irányába terjeszkedett.
1950. október 22-én önálló tanácsot választottak Hevesaranyoson. A pétervásárai járáshoz tartozott, melynek megszűnésével 1966-ban az egri járáshoz csatolták.
1972-ben Bátor Községi Közös Tanács néven és székhellyel Bátor és Hevesaranyos társközségek lettek.
1984. január 1-jétől társközségével Eger városkörnyéki községe.
Az 1990-es választások után a község ismét önálló lett. Az 1994. évi választáson független polgármestert választottak a 7 tagú független testület élére. 1998-tól 3 fős Cigány Kisebbségi Önkormányzat működik.

## Közélete

### Polgármesterei
- 1990–1994: Király György (független)[4]
- 1994–1998: Király György (független)[5]
- 1998–2002: Király György (független)[6]
- 2002–2006: Király György (független)[7]
- 2006–2010: Dorkó Csaba (független)[8]
- 2010–2014: Dorkó Csaba (független)[9]
- 2014–2019: Dorkó Csaba (független)[10]
- 2019–2024: Hossó Sándor (független)[11]
- 2024– : Hossó Sándor (független)[1]

## Népesség
A település népességének változása:
| Lakosok száma | 602  | 593  | 600  | 567  | 577  | 585  | 578  |
|               | 2013 | 2014 | 2015 | 2021 | 2022 | 2023 | 2024 |

2001-ben a település lakosságának 66%-a magyar, 34%-a cigány nemzetiségűnek vallotta magát.
A 2011-es népszámlálás során a lakosok 94,4%-a magyarnak, 34,9% cigánynak, 0,2% németnek, 0,8% románnak, 0,6% szlováknak mondta magát (5,6% nem nyilatkozott; a kettős identitások miatt a végösszeg nagyobb lehet 100%-nál). A vallási megoszlás a következő volt: római katolikus 75,9%, református 2,1%, felekezeten kívüli 7,8% (13,9% nem nyilatkozott).
2022-ben a lakosság 84,4%-a vallotta magát magyarnak, 23,9% cigánynak, 0,5% németnek, 0,5% románnak, 0,2% görögnek, 0,2% szerbnek, 1,2% egyéb, nem hazai nemzetiségűnek (15,6% nem nyilatkozott; a kettős identitások miatt a végösszeg nagyobb lehet 100%-nál). Vallásuk szerint 42,6% volt római katolikus, 0,7% református, 3,3% egyéb keresztény, 1,6% egyéb katolikus, 4,7% felekezeten kívüli (47% nem válaszolt).

## Nevezetességei
A falu közepén álló egytornyos, késő barokk templomot Keresztelő Szent János születése tiszteletére emelték (1829–1832).
1832-ben szentelték fel, kegyura az egri káptalan volt. A templom előtt álló keresztet Sipos Márton állíttatta fel 1841-ben.
Az általános iskola falán első és második világháborús emléktábla őrzi az elesett hősök emlékét.
2001-ben a millennium jegyében emlékparkot avattak emlékoszloppal a templom előtti téren. Ezen alkalomra készült el a címer és a községzászló.

## Külső hivatkozások
- Hevesaranyos község honlapja